# صندوق ألعاب الصالات

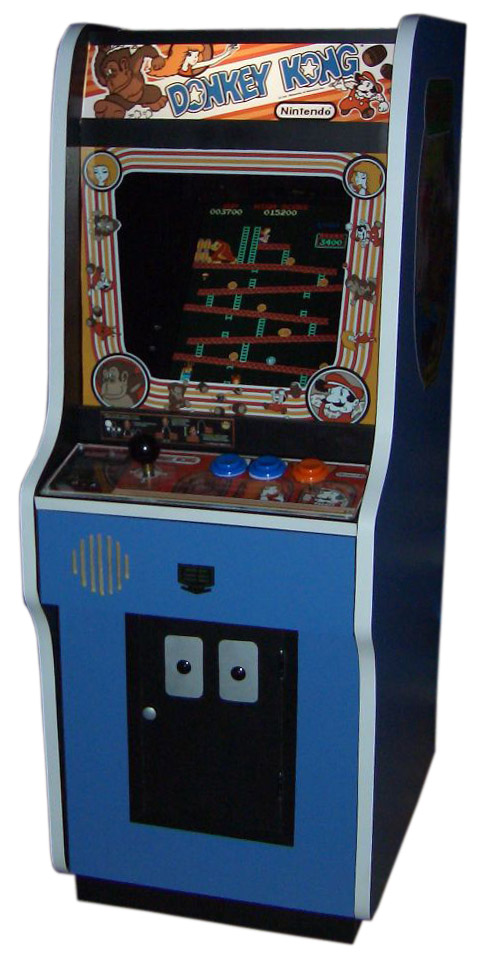
لعبة دونكي كونج على جهاز صندوق الألعاب

صندوق ألعاب الصالات (بالإنجليزية: Arcade cabinet)‏ أو يسمّى صندوق الألعاب هو جهاز يقوم بإيواء العتاد البرمجي الخاص بلعبة فيديو، ويتطلب بدء اللعبة عادة إدخال عملة معدنية داخل صندوق الألعاب.

## وصلات خارجية
- Video game arcade cabinets على مشروع الدليل المفتوح